# بندبال پایین
بندبال پایین، روستایی از توابع بخش مرکزی شهرستان دزفول در استان خوزستان ایران است.

## مردم
مردم این روستا به لری خوزی سخن می گویند و مردم بیشتر کشاورز می باشند.

## جمعیت
این روستا در دهستان قبله‌ای قرار دارد و براساس سرشماری مرکز آمار ایران در سال ۱۳۸۵، جمعیت آن ۹۳۹ نفر (۲۰۵خانوار) بوده‌است.